# 文崇高
文崇高（1888年—？），别号峥嵘，贵州贵阳人。中国民主革命家，中华民国政治、军事人物。

## 生平
1908年12月，文崇高毕业于保定陆军速成学堂。1912年2月，他当选南京临时参议院议员。辛亥革命后，文崇高回家乡，曾参加护法运动，任黔军护法军暂编贵州陆军混成旅第3团团附。